# Édouard de Reszké
Edward Reszke en Pologne, Édouard de Reszké en France, (22 décembre 1853 – 25 mai 1917), est une basse polonaise. Né avec une voix naturelle impressionnante et doté d'une personnalité histrionique, c'est l'un des chanteurs les plus illustres d'opéra en Europe et en Amérique de la fin du XIXe siècle.

## Carrière

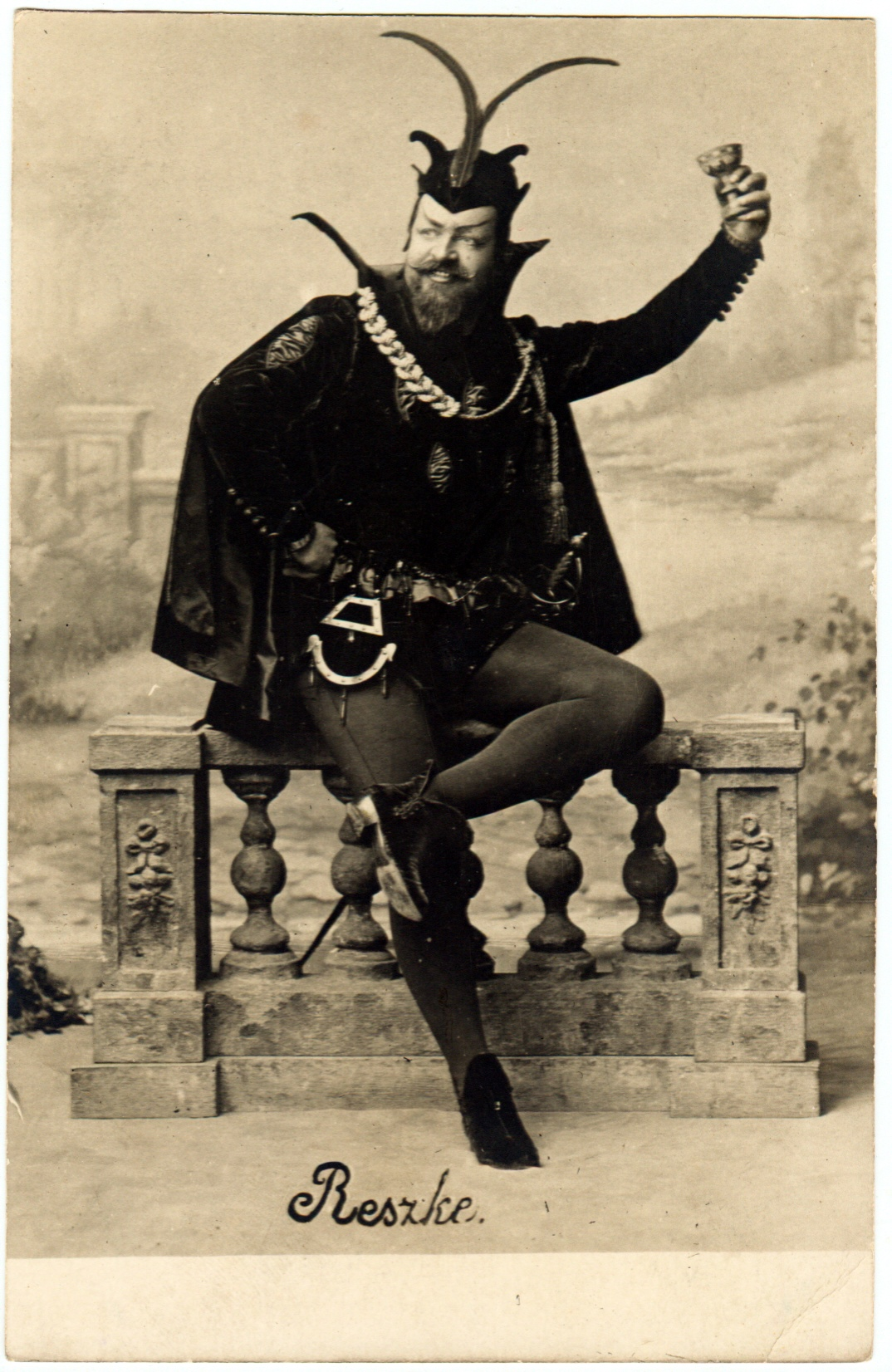
Édouard de Reszké dans Méphistophélès du Faust de Gounod

Édouard de Reszké, est né dans une famille aisée et cultivée de Varsovie, où il a d'abord appris à chanter avec le ténor Francesco Ciaffei (de). Il a passé quatre ans en Italie pour y étudier le chant, d'abord avec Stella et Alba à Milan et plus tard avec le baryton à la retraite, Filippo Coletti. Plus tard, il se rend à Paris pour étudier avec Giovanni Sbriglia, qui était aussi le professeur de son frère Jean. D'abord, il n'a pas envie de devenir artiste lyrique, mais, à l'instigation de sa jeune sœur, Joséphine, il accepte un engagement à l'Opéra de Paris. Il est choisi par le compositeur Giuseppe Verdi pour faire ses débuts dans la première représentation parisienne d'Aida, le 22 avril 1876, au Théâtre italien de Paris, se présentant sous la baguette du compositeur dans le rôle du Roi d'Égypte, avec pour partenaires Maria Waldmann, Teresa Stolz, Angelo Masini (it), Francesco Pandolfini, et Paolo Medini.
Son frère aîné est le célèbre ténor Jean de Reszké (1850-1925), avec qui il chantera souvent à Paris, à Londres et à New York pendant une vingtaine d'années. En 1887, par exemple, les frères ont joué ensemble dans la 500e de Faust à l'Opéra de Paris.
Joséphine, la sœur d'Édouard et de Jean s'est également lancée dans une carrière de chanteuse d'opéra à Paris, mais elle a pris sa retraite de la scène précocement, au sommet de sa gloire, après son mariage avec un aristocrate. Un autre frère, Victor de Reszké, a manifesté aussi des talents de chanteur plus modestes.
Entre le début des années 1880 et la fin des années 1900, Édouard de Reszké est apparu plus de trois cents fois au Royal Opera House, à Covent Garden, dans une vaste gamme de rôles d'opéras en français, allemand et italien, dont les œuvres de Wagner, Verdi, Rossini, Bellini, Donizetti, Ponchielli, Gounod,  Meyerbeer, Flotow et Mozart.
Reszké était aussi fort apprécié du public du Metropolitan Opera de New York, à la même époque. Son seul rival au Met et à Covent Garden, était l’élégant virtuose Pol Plançon; mais à la différence de Reszké, celui-ci na que peu chanté d'opéras wagnériens. Reszké a également chanté à Chicago en 1891 et, en 1879-1881, à La Scala de Milan. En 1903, il se retira de la scène après que sa voix eut rencontré des difficultés techniques et eut décliné rapidement.
Il épouse Hélène Schütz, la sœur de Félia Litvinne.
Reszké a enseigné le chant pendant un temps à Londres avant de retourner en Pologne, où il a été affecté par la Première Guerre mondiale. Coupé de son frère par les combats, il est mort le 25 mai 1917, dans un dénuement extrême, dans une maison de Garnek, près de Czestochowa, en Pologne. Sa sépulture se trouve à Borowno, en Pologne.

## Enregistrements
Reszké possédait une grande voix, lisse, souple et mûre aux tons de voix qui correspondait à son imposant physique et sa personnalité extravertie. Il pouvait chanter magistralement à tous les niveaux dynamiques, selon le critique Herman Klein, avec une présence sur scène « magnétique ». À ses débuts, il était tout aussi adroit dans l'interprétation des rôles dramatiques que des rôles comiques.
Malheureusement, Reszké a fait seulement trois enregistrements commercialisés. Ces disques, quelque peu décevants, ont été enregistrés par la Columbia en 1903. Michael Scott (en) note qu'à cette date, dans The Record of Singing Volume I, sa voix était gravement détériorée à cause d'années de surmenage et d'abus, et des effets d'un mode de vie malsain avec trop de nourritures, de boissons et de sorties tardives. Le meilleur de ses trois disques Columbia est considéré comme étant celui avec la chanson du porteur dans Martha de Flotow ,  en italien, dans laquelle il offre une excellente trille.
L'on peut aussi entendre Reszké chanter brièvement et faiblement, mais apparemment avec plus de voix, dans certains cylindres Mapleson (en) qui ont été enregistrés en direct de la scène du Metropolitan Opera à l'aube du XXe siècle. Tous ces enregistrements existants sont disponibles sur des ré-éditions en CD.

## Apparitions à Paris
- 1876 : Le roi d'Égypte dans Aida, ses débuts à Paris, Théâtre-Lyrique Italien, Salle Ventadour, 22 avril 1876.
- 1883 : Jacopo Fiesco, Andréa dans Simon Boccanegra au Théâtre-Italien (novembre)
- 1884 : Ernani au Théâtre-Italien (janvier)
- 1885 : Méphistophélès dans Faust ses débuts à l'Opéra de Paris en avril.
- 1885 : Don Diègue dans Le Cid création le 30 novembre 1885 à l'Opéra de Paris.
- 1887 : Leporello dans Don Giovanni, centenaire à l'Opéra de Paris.
- 1888 : Frère Laurent dans Roméo et Juliette à l'Opéra de Paris.
- 1889 : Marcel dans Les Huguenots à l'Opéra de Paris.
- 1893 : Marcel dans Les Huguenots à l'Opéra de Paris (janvier).

## Apparitions à Covent Garden
Source : Royal Opera House Performance Database
- 1880 — Royal Italian Opera Saison 13 avril - 17 juillet
  - Don Basilio dans Le Barbier de Séville
  - le comte de Saint-Bris dans Les Huguenots
  - Giorgio dans I puritani
  - Indra dans Le Roi de Lahore (début à Covent Garden 13 avril 1880)
  - Le comte Rodolfo dans La sonnambula
- 1881 — Royal Italian Opera Saison 19 avril - 23 juillet
  - Don Basilio dans Le Barbier de Séville
  - Gudal dans Le Démon
  - Walter dans Guillaume Tell
  - le comte de Saint-Bris dans Les Huguenots
  - le préfet dans Linda di Chamounix
  - Giorgio dans I puritani
  - Frère Laurent dans Roméo et Juliette
  - le comte Rodolfo dans La sonnambula
- 1882 — Royal Italian Opera Saison 18 avril – 20 juillet
  - Don Basilio dans The Barbier de Seville
  - Walter dans Guillaume Tell
  - Saint-Bris dans Les Huguenots
  - Giorgio dans I puritani
  - Frère Laurent dans Roméo et Juliette
  - le comte Rodolfo dans La sonnambula
  - Senon dans Velléda
- 1883 — Royal Italian Opera Saison 1 mai - 21 juillet
  - Don Basilio dans Le Barbier de Seville
  - Dalando dans Der Fliegende Holländer
  - Walter dans Guillaume Tell
  - Alvise dans La Gioconda
  - Saint-Bris dans Les Huguenots
  - Hedansrich dans Lohengrin
  - Almaviva dans Le mariage de Figaro
  - Giorgio dans I puritani
  - le comte Rodolfo dans La sonnambula
- 1884 — Royal Italian Opera Saison 29 avril - 26 juillet
  - Don Basilio dans Le Barbier de Séville
  - le tzar Pierre le Grand dans L'Étoile du Nord
  - Méphistophélès dans Faust
  - Alvise dans La Gioconda
  - Saint-Bris dans Les Huguenots
  - le préfet dans Linda di Chamounix
  - ( ?) dans Lucrèce Borgia
  - Almaviva dans Le Mariage de Figaro
  - ( ?) dans Sémiramide
  - Hagen dans Sigurd
- 1888 — Royal Italian Opera Saison 15 mai - 21 juillet
  - Don Pedro dans L'Africaine
  - Don Basilio dans Le Barbier de Séville
  - Méphistophélès dans Faust
  - Walter dans Guillaume Tell
  - Saint-Bris dans Les Huguenots
  - Henri dans Lohengrin
  - Sarastro dans La Flûte enchantée
  - Méphistophélès dans Mefistofele
- 1889 — Royal Italian Opera Saison 19 mai - 27 juillet
  - Méphistophélès dans Faust
  - Walter dans Guillaume Tell
  - Saint-Bris dans Les Huguenots
  - Henri dans Lohengrin
  - Frère Laurent dans Roméo et Juliette
  - le comte Rodolfo dans La sonnambula
- 1890 — Royal Italian Opera Saison 19 mai - 28 juillet
  - Méphistophélès dans Faust
  - Saint-Bris dans Les Huguenots
  - Hedansrich dans Lohengrdans
  - Zacharie dans Le Prophète
  - Frère Laurent dans Roméo et Juliette
  - Le comte Rodolfo dans La sonnambula
- 1891 — Royal Italian Opera Saison 6 avril - 27 juillet
  - Leporello dans Don Giovanni
  - Méphistophélès dans Faust
  - Saint-Bris dans Les Huguenots
  - Henri dans Lohengrin
  - Plumketto dans Martha
  - Mephistophélès dans Mefistofele
  - Zacharie dans Le Prophète
  - Frère Laurent dans Roméo et Juliette
- 1892 — Royal Italian Opera Saison 16 mai - 28 juillet
  - Leporello dans Don Giovanni
  - l'ermite dans Élaine
  - Dalando dans Le Vaisseau fantôme
  - Saint-Bris dans Les Huguenots
  - Henri dans Lohengrin
  - Almaviva dans Le mariage de Figaro
  - Zacharie dans Le Prophète
  - Frère Laurent dans Roméo et Juliette
- 1893 — Royal Opera Saison 15 mai - 29 juillet
  - Méphistophélès dans Faust
  - Dalando dans  Le Vaisseau fantôme
  - Saint-Bris dans Les Huguenots
  - Henri dans Lohengrin
  - Frère Laurent dans Roméo et Juliette
- 1894 — Royal Opera Saison 15 mai - 29 juillet
  - Ramfis dans Aida
  - l'ermite dans Élaine
  - Méphistophélès dans Faust
  - Le colonel Roundhead  dans The Lady of Longford
  - Henri dans Lohengrin
  - Frère Laurent dans Roméo et Juliette
- 1896 — Royal Opera Saison 11 ami - 28 juillet
  - Méphistophélès dans Faust
  - Heinrich dans Lohengrin
  - Plumketto dans Martha
  - Méphistophélès dans Mefistofele
  - Hans Sachs dans Die Meistersinger von Nürnberg
  - Frère Laurent dans Roméo et Juliette
  - Kdansg Mark dans Tristan et Isolde
- 1897 — Royal Opera Saison  10 ami - 28 juillet
  - Méphistophélès dans Faust
  - Marcel dans Les Huguenots
  - Henri dans Lohengrin
  - Hans Sachs dans Die Meistersinger
  - Almaviva dans Le Mariage de Figaro
  - Frère Laurent dans Roméo et Juliette
  - Der Wanderer dans Siegfried
  - le roi Mark dans Tristan et Isolde
- 1898 — Royal Opera Saison 9 mai - 16 juillet
  - Don Basilio dans Le Barbier de Seville
  - Leporello dans Don Giovanni
  - Méphistophélès dans Faust
  - Hagen dans Götterdämmerung
  - Henri dans Lohengrin
  - Hans Sachs dans Die Meistersdansger
  - Almaviva dans The Marriage of Figaro
  - Kdansg Mark dans Tristan et Isolde
  - Frère Laurent dans Roméo et Juliette
- 1899 — Royal Opera Saison 8 mai - 24 juillet
  - Leporello dans Don Giovanni
  - Méphistophélès dans Faust
  - Saint-Bris dans Les Huguenots
  - Henri dans Lohengrin
  - Frère Laurent dans Roméo et Juliette
  - 'le roi  Mark dans Tristan et Isolde
- 1900 — Royal Opera Saison  14 mai - 30 juillet
  - Don Basilio dans Le Barbier de Seville
  - Leporello dans Don Giovanni
  - Méphistophélès dans Faust
  - Marcel dans Les Huguenots
  - Henri dans Lohengrin
  - Frère Laurent dans Roméo et Juliette
  - Ramfis dans Aida

## Les galas de Jean et Édouard de Reszké
A Covent Garden et au Château de Windsor:
- 2 juillet 1889 — Gala en l'honneur du Shah de Perse:
  - Édouard : Méphistophélès dans l'acte I de Mefistofele et Méphistophélès dans l'acte IV de Faust
  - Jean : Faust dans l'acte IV de Faust
- 8 juillet 1891 — Visite de l'Empereur Guillaume II et de l'Impératrice d'Allemagne
  - Édouard : Henri dans l'acte I de Lohengrin, Laurent dans l'acte IV de Roméo et Juliette et le comte de Saint-Bris dans l'acte IV des Huguenots
  - Jean : Lohengrin dans l'acte I de Lohengrin, Roméo dans l'acte IV de Roméo et Juliette et Raoul dans l'acte IV des Huguenots
- 4 juillet 1893 — Gala en l'honneur du mariage du duc d'York et de la princesse Mary de Teck
  - Édouard : Laurent dans Roméo et Juliette
  - Jean : Roméo dans Roméo et Juliette
- 23 juin 1897 — 60e anniversaire de l'accession au trône de la reine Victoria
  - Édouard : Laurent de l'acte III de Roméo et Juliette
  - Jean : Roméo de l'acte III de Roméo et Juliette
- 27 juin 1898 — Représentation au château de Windsor (pas de données sur le programme)
- 24 mai 1899 — Représentation au château de Windsor
  - Édouard: Henri dans Lohengrin
  - Jean : Lohengrin dans Lohengrin
- 16 juillet 1900 — Représentation au château de Windsor
  - Édouard : Méphistophélès dans Faust

## Sources
- Le Ménestrel, Paris, 1833-1940 (lire en ligne), lire en ligne sur Gallica

## Média externes
- (it) [vidéo] « Édouard de Reszké chante Infelice, de Ernani de Verdi, the Columbia Record Co. 1903 », sur YouTube
- (it) [vidéo] « Édouard de Reszké chante Chi mi dira, de Martha, the Columbia Record Co. 1903 », sur YouTube
- [vidéo] « Édouard de Reszké chante Sérénade, de Don Juan, the Columbia Record Co. 1903 », sur YouTube